# Distretto di Ccatca
Il distretto di Ccatca è uno dei dodici distretti della  provincia di Quispicanchi, in Perù. Si trova nella regione di Cusco.